# Клымпуши
Клымпуши (укр. Климпуші) — село в Поляницкой сельской общине Надворнянского района Ивано-Франковской области Украины.
Население по переписи 2001 года составляло 121 человек. Занимает площадь 4,5 км². Почтовый индекс — 78436. Телефонный код — 3475.